# 緬濟熱奇

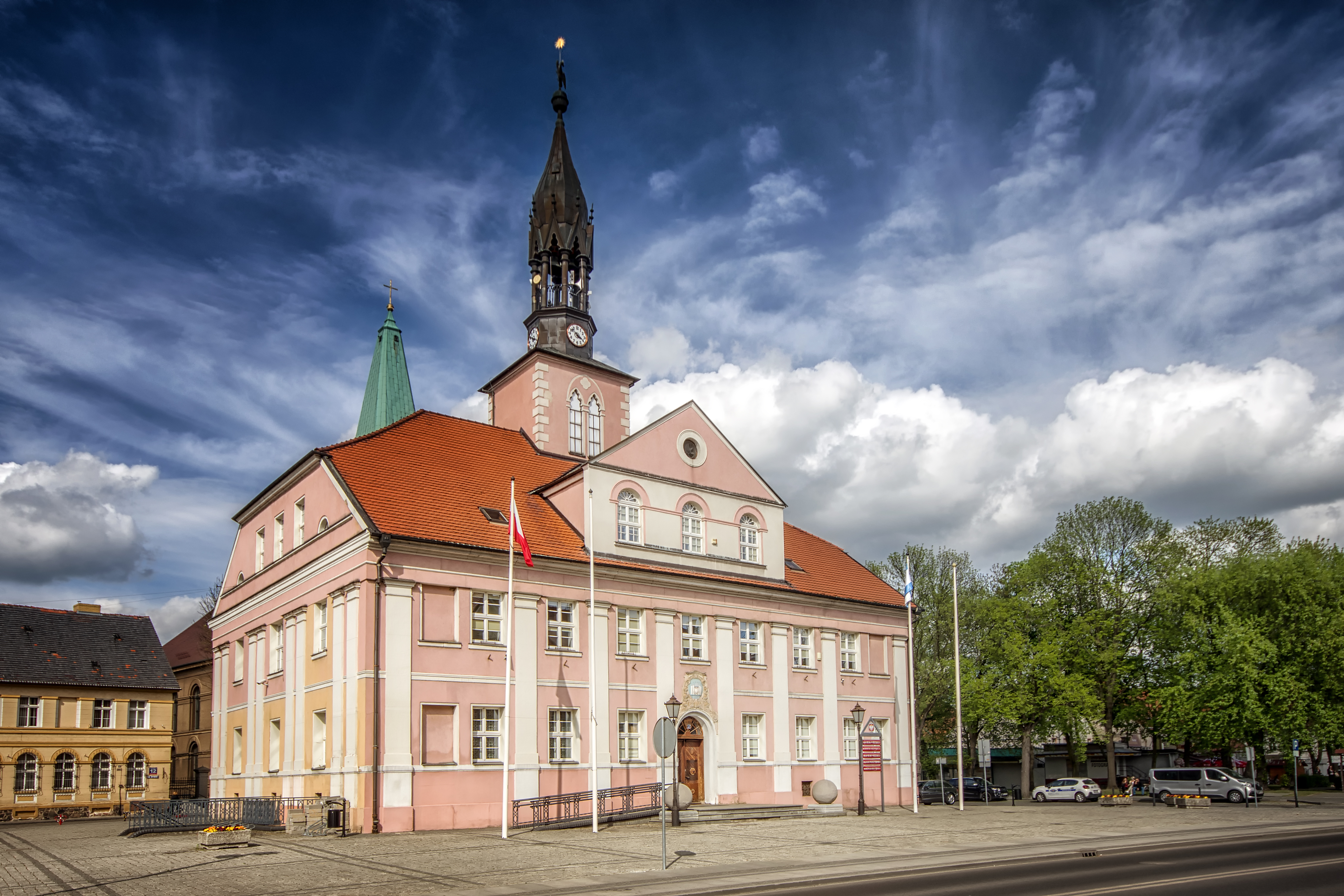

緬濟熱奇（波兰语：Międzyrzecz，发音：[mʲɛnˈd͡zɨʐɛt͡ʂ]；德语：Meseritz）是波蘭的城鎮，位於該國西部，距離首府大波蘭地區戈茹夫40公里，由盧布斯卡省負責管轄，面積10.3平方公里，海拔高度51米，2017年人口18,310。

## 外部連結
- Official WebsiteArchive.today的存檔，存档日期2007-09-27 （波兰語）/（英文）/（德文）
- Jewish Community in Międzyrzecz （页面存档备份，存于） on Virtual Shtetl

52°26′N 15°35′E / 52.433°N 15.583°E